# Origin (платформа цифрової дистрибуції)
Origin — це платформа цифрової дистрибуції, розроблена компанією Electronic Arts для придбання та гри у відеоігри. У жовтні 2022 року Origin припинила свою діяльність на платформі Windows, спрямувавши гравців до EA Play. Онлайн-версії Mac та мобільні версії залишаються в мережі.
Origin містила соціальні функції, такі як управління профілем, спілкування з друзями за допомогою чату та прямого приєднання до гри разом з ігровим оверлеєм, стрімінг через Twitch, а також обмін бібліотекою ігор та інтеграція спільноти з такими мережевими сайтами, як Facebook, Xbox Live, PlayStation Network, Nintendo Network, та Обліковий запис Nintendo. У 2011 році Electronic Arts заявила, що хоче, щоб Origin відповідала сервісу Valve Steam, основного конкурента Origin, додавши хмарні збереження ігор, автоматичне оновленя, досягнення та крос-платформні випуски. У 2013 році в Origin було зареєстровано понад 50 мільйонів користувачів.

## Компоненти

### Магазин Origin
Магазин Origin дозволяє користувачам переглядати та купувати ігри з каталогів Electronic Arts. Замість того, щоб отримувати коробку, диск чи навіть CD-ключ, придбане програмне забезпечення одразу прикріплюється до облікового запису користувача Origin і завантажується за допомогою відповідного клієнта Origin.
Origin гарантує доступність завантаження назавжди після покупки і не має ніяких обмежень на кількість завантажень гри.
Користувачі також можуть додавати певні ігри EA до свого акаунта Origin, використовуючи CD-ключі від роздрібних копій та цифрові копії, отримані від інших служб цифрової дистрибуції. Однак додавання роздрібних ключів до Origin обмежено іграми 2009 року випуску, а старіші ключі не працюватимуть, навіть якщо гра доступна в Origin, якщо тільки користувач не звернеться до служби підтримки.

### Клієнт Origin
Клієнт Origin — це самооновлюване програмне забезпечення, яке дозволяє користувачам завантажувати ігри, пакети розширення, доповнення та патчі від Electronic Arts. Він показує статус доступних компонентів. Клієнт Origin розроблено подібно до свого конкурента, Steam. Оверлей Origin In Game можна вимкнути під час гри. Клієнт також має функції чату, такі як список друзів і груповий чат (реалізовано у версії 9.3). Продуктивність клієнта та завантаження було виправлено та покращено у попередніх оновленнях.

### EA Play

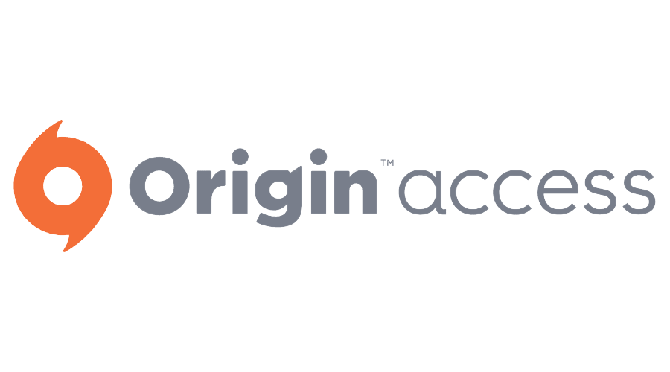
Логотип Origin Access

У 2016 році EA випустила сервіс підписки для доступу до своїх ігор на ПК, який спочатку називався EA Access; через клієнт Origin він отримав назву Origin Access. Користувачі можуть обирати між щомісячною або річною передплатою для доступу до великої колекції ігор EA (відомої як «The Vault»). Передплатники Origin Access також отримують 10 % знижку на всі покупки в Origin. Починаючи з березня 2018 року, Origin Access почав пропонувати ігри від Warner Bros. Interactive Entertainment і шукав можливості додати ігри інших видавців, зокрема від інді-ігри.
На E3 2018 EA анонсувала преміум-рівень для Origin Access під назвою Origin Access Premier, який дозволяє грати в майбутні ігри EA раніше. Ігри будуть повними версіями, на відміну від «Перших випробувань», які надаються базовим користувачам Origin Access. Щоб упорядкувати брендинг EA перейменувала EA Access і Origin Access на EA Play, а Origin Access Premier — на EA Play Pro.
У вересні 2020 року EA оголосила, що планує відмовитися від Origin на користь нового настільного клієнта, який підтримуватиме нові підписки EA Play та EA Play Pro. Очікується, що весь контент Origin буде перенесено в новий клієнт EA Desktop, як тільки він буде повністю випущений. Бета-тестування нового клієнта розпочалося у вересні 2020 року. Новий клієнт під назвою «EA app» був випущений 7 жовтня 2022 року для користувачів Windows з розгорнутою міграцією для існуючих користувачів Origin. Клієнт Origin наразі залишається доступним для користувачів macOS.

## Історія
EA Downloader було запущено наприкінці 2005 року. У листопаді 2006 року його замінили на EA Link, додавши до служби доставки контенту трейлери, демо-версії та спеціальний контент. У вересні 2007 року його знову замінили комбінацією EA Store та EA Download Manager. Користувачі купують ігри на сайті EA Store і використовують клієнт EADM, який потрібен, щоб завантажити свої ігри. Магазин і клієнт знову відкрився під назвою Origin 3 червня 2011 року.
Програмне забезпечення для цифрової дистрибуції вперше було використано для продажу доповнення Battlefield 2: Special Forces, а згодом і більшоссті ігор EA. Наймасштабнішим продуктом, випущеним на цьому програмному забезпеченні є Spore Creature Creator.
EA отримала торгову марку Origin, коли придбала компанію Origin Systems у 1992 році. Origin Systems була великою ігровою студією у 1980-х і 1990-х роках, найбільш відомою за ігровими франшизами Ultima, Wing Commander і Crusader.

### Видалення Crysis 2 зі Steam та ексклюзиви для Origin
Невдовзі після запуску Origin Crysis 2 була вилучена зі Steam і з'явилася на сайті EA з позначкою «тільки для Origin», хоча вона залишалася доступною на інших дистрибутивних сервісах. Згодом EA заявила, що Valve видалила Crysis 2 через нав'язані «комерційні умови» і що «це не було рішенням EA або результатом будь-яких дій з боку EA».
З того часу Crysis 2: Maximum Edition (перевидання Crysis 2 з усіма DLC) вийшла в Steam, що відповідає історії EA про відкликання Crysis 2 через обмеження DLC. EA підтвердила, що Battlefield 3 не буде доступна через Steam. Наразі гру можна придбати на інших не-оригінальних сервісах, таких як GameFly, Green Man Gamingабо GamersGate, але клієнт Origin потрібно використовувати незалежно від того, де було придбано гру. Починаючи з виходу Battlefield 3 у 2011 році і до листопада 2019 року, кожна гра від незалежних розробників, яку EA публікувала на ПК, була ексклюзивом для сервісу Origin. Наприкінці 2019 року EA знову почала випускати свої ігри в Steam, починаючи з Star Wars Jedi: Fallen Order, однак гра все ще використовує клієнт Origin для запуску. EA почала випускати свої існуючі ігри в Steam у червні 2020 року.

## Блокування облікових записів Origin
Було кілька випадків коли EA застосовувала блокування за те, що критики вважають порівняно незначними порушеннями. Наприклад, за грубі коментарі на офіційних форумах EA або BioWare чи в чаті.
У березні 2011 року користувач на ім'я «Arno» був заблокований за нібито коментар «Ви продали свої душі дияволу EA?». Обліковий запис Arno було заблоковано на 72 години, що не дозволило йому грати в жодну з його ігор в Origin. Після повідомлення про деталі інциденту сайт Rock, Paper, Shotgun отримав заяву від EA, в якій йшлося про те, що блокування акаунту Arno було помилкою і що майбутні порушення на форумах не перешкоджатимуть доступу користувачів Origin до їхніх ігор.
Пізніше, у жовтні та листопаді 2011 року, один користувач був заблокований за публікацію про тібеггінг мертвих гравців. Інший користувач отримав 72-годинне призупинення дії свого акаунту за розміщення на форумах EA посилання на власний посібник з усунення неполадок у мережі. EA інтерпретувала це як «комерційне» посилання, хоча те саме посилання було розміщене в інших місцях форуму, а також на власному сайті корпоративної підтримки EA та в розділі поширених запитань і відповідей. Одного користувача було заблоковано назавжди за повідомлення на форумі, яке містило телескопію «e-peen», що на сленгу означає «електронний пеніс».

## Конфіденційність і безпека

### Слабкі сторони безпеки
EA критикували за те, що вона не шифрує функцію XMPP-чату в Origin, яка доступна в Origin і в іграх, що працюють на базі Origin. Незашифровані дані включають номери облікових записів, токени сеансів, а також сам вміст повідомлень. Такі дані можуть скомпрометувати акаунти користувачів.

### Звинувачення у шпигунстві
Ліцензійна угода з кінцевим користувачем (EULA) надає EA дозвіл збирати інформацію про комп'ютери користувачів, незалежно від її відношення до самої програми Origin, включаючи «використання додатків (але не обмежуючись успішним встановленням та/або видаленням), програмного забезпечення та периферійного обладнання». Спочатку EULA також містила пункт, який дозволяв EA більш чітко контролювати діяльність, а також редагувати або видаляти матеріали на власний розсуд. Репортаж про ці звинувачення висвітлив новинний журнал Der Spiegel. У відповідь на суперечку EA опублікувала заяву в якій стверджує, що «не має доступу до такої інформації, як зображення, документи або особисті дані, які не мають нічого спільного з виконанням програми Origin на системі гравця, і не будуть збиратися нами». EA також додала речення в EULA про те, що вони не будуть «використовувати шпигунські програми або встановлювати шпигунські програми на комп'ютери користувачів», хоча користувачі все одно повинні дати згоду на те, щоб EA збирала інформацію про їхні комп'ютери.

### Юридичні питання в Німеччині
Згідно з повідомленнями в німецьких газетах, німецька версія ліцензійної угоди Origin порушує кілька німецьких законів, головним чином закони про захист прав споживачів і приватності користувачів. За словами Томаса Хьорена, судді та професора інформаційного, телекомунікаційного та медіа права в Університеті Мюнстера, німецька версія EULA є прямим перекладом оригіналу без будь-яких змін, а її пункти є «нікчемними».

## Прийом
У 2012 році Нейтан Грейсон з Rock Paper Shotgun сказав, що «[…] окрім того, що це брендована вітрина магазину, я все ще не розумію якій більшій меті служить Origin. По правді кажучи, мені б хотілося, щоб він набрав обертів, тому що я не думаю, що це здорово для Valve — не мати життєздатного конкурента в цьому просторі. Але це принаймні, поки що не той шлях, яким треба йти. Origin не прискорився до того, щоб стати ніздря в ніздрю зі Steam і не диференціював себе якимось значущим чином. Натомість, він просто тягнеться у своєму власному млявому темпі, нешкідливо нагадуючи нам про своє існування щоразу, коли ми відкриваємо гучну гру від EA».
Джошуа Воленс з PC Gamer сказав: «Ви коли-небудь запускали гру зі Steam тільки щоб побачити, як Origin або UPlay оживають і подумати: „Ах, як я радий тебе бачити“? Звісно ні, якщо тільки ви не володієте акціями EA або Ubisoft. Ці речі існують не для того щоб робити ігри кращими, вони існують для того, щоб дарувати бізнес-ліцензіям та керівникам вищої ланки трохи теплого сяйва».
У 2022 році Еліс О'Коннор з Rock Paper Shotgun назвала Origin «дуже недоброзичливою» і «незручністю, з якою ви повинні змиритися, щоб грати в ігри EA, які цього вимагають, а за межами цього вона не приносить ніякої користі». Система входу була розкритикована за те, що вона не запам'ятовувала інформацію для входу і неодноразово виводила користувача з системи.